# Belenois grandidieri
Belenois grandidieri is een vlindersoort uit de familie van de Pieridae (witjes), onderfamilie Pierinae.
Belenois grandidieri werd in 1878 beschreven door Mabille.